# Igre gladi: Šojka rugalica – 2. dio (2015.)
Igre gladi: Šojka rugalica – 2. dio (eng. The Hunger Games- Mockingjay- Part 2) je američki distopijski znanstveno-fantastični avanturistički film iz 2015. redatelja Francisa Lawrencea, sa scenarijem Petera Craiga i Dannyja Stronga. To je četvrti i posljednji dio filmske serije Igre gladi, i drugi od dva filma temeljena na romanu Šojka rugalica iz 2010. posljednjoj knjizu u trilogiji Igre gladi Suzanne Collins. Film su producirali Nina Jacobson i Jon Kilik, a distribuirao ga je Lionsgate. U njemu se nalazi ansambl koji uključuje Jennifer Lawrence, Josha Hutchersona, Liama Hemswortha, Woodyja Harrelsona, Elizabeth Banks, Julianne Moore, Philipa Seymoura Hoffmana i Donalda Sutherlanda. Bila je to posljednja Hoffmanova filmska uloga.
Priča se nastavlja iz Igre gladi: Šojka rugalica – 1. dio s Katniss Everdeen (Lawrence) koja se priprema za pobjedu u ratu protiv predsjednika Snowa (Sutherland) i tiranskog Kapitola. Zajedno s Peetom, Galeom, Finnickom i ostalima, ona putuje u Kapitol kako bi ubila Snowa. Glavno snimanje na oba dijela započelo je 23. rujna 2013. u Atlanti, prije nego što se preselilo u Pariz na dva tjedna uzastopnog snimanja i službeno završilo 20. lipnja 2014. u Berlinu i u studiju Babelsberg, koji je služio kao koproducent.
Film je premijerno prikazan u Berlinu 4. studenoga 2015., a u Sjedinjenim Državama 20. studenog 2015. u 2D i IMAX-u, te međunarodno u 2D, 3D, RealD Cinema i IMAX 3D u odaberite teritorije; to je jedini film u nizu koji je naširoko objavljen u 3D. Film je zaradio 102 milijuna dolara bruto tijekom prvog vikenda u Sjevernoj Americi, što je šesto najveće otvaranje u 2015., te je četiri uzastopna vikenda držao prvo mjesto na međunarodnoj kino blagajnama. Film je zaradio preko 658 milijuna dolara u cijelom svijetu, što ga čini devetim filmom s najvećom zaradom u 2015. godini, ali najnižom zaradom u serijalu, pao je ispod očekivanja kako na međunarodnom tako i na domaćem planu.
Šojka rugalica – 2. dio dobio je općenito pozitivne kritike od kritičara, za svoje izvedbe (osobito Lawrence, Hutcherson i Sutherland), scenarij, glazbenu partituru i akcijske sekvence, iako je bio kritiziran zbog cijepanja finalne adaptacije na dva odvojena dijela. Film je nominiran za najbolji fantastični film na 42. dodjeli nagrada Saturn. Dobio je tri nominacije na 21. dodjeli nagrada Empire za najbolju znanstvenofantastičnu/fantastiku, najbolju glumicu (Lawrence) i najbolji produkcijski dizajn. Sa svoje strane, Jennifer Lawrence nominirana je za najbolju glumicu u akcijskom filmu na 21. dodjeli nagrada Critics' Choice Awards.

## Radnja
Nakon što ju je napao (ispranog mozga) Peeta Mellark, Katniss Everdeen se oporavlja od ozljeda u okrugu 13. Predsjednica Coin odbija pustiti Katniss da ode u Kapitol dok ne zauzmu okrug 2, pa je umjesto toga šalje da se pridruži napadu na oružarnicu Kapitola u okrugu 2, posljednjem okrugu pod kontrolom Kapitola. Iako je u stanju okupiti pobunjenike i uvjeriti okrug 2 da se pridruži pobuni, u nju puca civil, ali je samo blago ozlijeđena zbog njezina neprobojnog odijela.
Johanna pokriva Katniss dok se ona šulja u helikopter na putu prema Kapitolu. Coin postaje svjesna Katnissina prkosa, ali pristaje. Katniss je regrutirana u Zvjezdani odred, koji uključuje Gale i nedavno oženjenog Finnicka. Peeta, koji se još uvijek nije potpuno oporavio, pridružuje im se kako bi se pojavio u propagandnim videima. Predvođen Boggsom, tim se probija do Kapitola, izbjegavajući "čaure" zarobljene u minama postavljene uz Boggsovu holografsku kartu zvanu Holo. Boggs je smrtno ranjen od strane mahuna i daruje Holo Katniss prije nego što umre. Odred slučajno aktivira još jednu mahunu, ispuštajući poplavu smrtonosnog crnog katrana, te Peeta na trenutak podlegne svom uvjetovanju i napadne Katniss, ubivši pritom Mitchella.
Katniss odbija ubiti Peetu, ali Gale kaže da bi ga ubio ako zatreba. Grupa je tada zarobljena u zgradi od strane Mirotvoraca. Sestre Leeg ostaju kao ometanje kako bi grupa mogla pobjeći iz zgrade. Mirotvorci uništavaju zgradu, a Kapitol emitira poruku u kojoj se najavljuje Katnissina prividna smrt, koju zatim prekida Coin i daje strastvenu hvalospjevu okupljanju pobunjenika. Tim tada putuje u kanalizaciju, ali ih potom u zasjedi upadaju genetski modificirani "mutanti", koji ubijaju nekoliko članova skupine, uključujući Finnicka. Katniss koristi Holo da se samouništi i izazove eksploziju da ubije stvorenja. Tim tada pobjegne iz kanalizacije i skloni se u kuću u vlasništvu bivše stilistice Igara gladi, Tigris.
Snow poziva građane Kapitola da se sklone u njegovu vili, čineći živi štit oko vile. Katniss i Gale pridružuju se skupini građana kako bi se infiltrirali u ljetnikovac, ali tijekom ovog pokušaja pobunjenici konačno stignu u Kapitol i upuštaju se u pucnjavu s Mirotvorcima, pri čemu je nekoliko građana Kapitola uhvaćeno u unakrsnoj vatri. U zbrci, lebdjelica označena obilježjima Kapitola baca bombe u gomilu. Kada grupa medicinara, uključujući Katnissinu sestru, Prim, stigne liječiti ranjene, dogodi se drugi val bombaških napada, ubivši Prim i onesvijestivši Katniss.
Katniss se budi, te je Haymitch obavještava da su pobunjenici konačno pobijedili u pobuni. Katniss se suočava sa Snowom, koji je zatočen i čeka smaknuće. Objašnjava Katniss da je Coin inscenirala bombaški napad kako bi okrenula njegove zadnje sljedbenike protiv njega i podsjeća Katniss na njegovo obećanje da joj nikada neće lagati. Katniss shvaća da je Gale predložio sličnu strategiju i zapanjena je kada Gale ne može poreći svoju ulogu u Primovoj smrti.
Coin saziva sastanak preživjelih pobjednika Igara gladi, gdje se proglašava privremenom predsjednicom Panema. Ona poziva na glasovanje za završne, simbolične Igre gladi, u kojima bi se koristila djeca Kapitola kao osvetu. Katniss glasa za, pod uvjetom da može pogubiti Snowa. Prilikom Snowovog pogubljenja, Katniss umjesto toga ubija Coin, što uzrokuje pobunu građana da linčuju i ubiju Snowa. Peeta spriječi Katniss da počini samoubojstvo i ona je uhićena. U zatočeništvu, Haymitch donosi Katniss pismo od Plutarha u kojem ju uvjerava da će biti pomilovana, da neće biti "posljednjih Igara gladi" i da će se moći vratiti u okrug 12.
Vraćajući se kući u okrug 12, Katniss pronalazi Peetu, koji se gotovo potpuno oporavio od kondicije. Primaju pismo od Annie, Finnickove supruge, u kojem im govori da se rodio Finnickov sin, da Katnissina majka još uvijek liječi preživjele, a Gale je unaprijeđen u kapetana. Zapovjednica Paylor službeno je izabrana za novu predsjednicu Panema.
Godinama kasnije, Katniss i Peeta igraju se sa svoje dvoje djece na livadi. Njihovo dojenče plače, a Katniss razmišlja o tome da će na kraju ispričati svoju priču i o vrijemenu koje je provela na Igrama; tješi svoju plačuću bebu da ponekad kad je sama žalosna igra igru u kojoj zamišlja o svakoj dobroj stvari koju je ikada vidjela da su drugi učinili. Ona kaže da igra ponekad postaje malo zamorna, ali navodi da "ima puno lošijih igara".

## Glumci
- Jennifer Lawrence kao Katniss Everdeen
- Josh Hutcherson kao Peeta Mellark
- Liam Hemsworth kao Gale Hawthorne
- Woody Harrelson kao Haymitch Abernathy
- Elizabeth Banks kao Effie Trinket
- Julianne Moore kao President Alma Coin
- Philip Seymour Hoffman kao Plutarch Heavensbee
- Jeffrey Wright kao Beetee
- Stanley Tucci kao Caesar Flickerman
- Donald Sutherland kao President Snow
- Willow Shields kao Primrose Everdeen
- Sam Claflin kao Finnick Odair
- Jena Malone kao Johanna Mason
- Mahershala Ali kao Boggs
- Natalie Dormer kao Cressida
- Wes Chatham kao Castor
- Michelle Forbes kao Lieutenant Jackson
- Elden Henson kao Pollux
- Patina Miller kao Commander Paylor
- Evan Ross kao Messalla
- Omid Abtahi kao Homes

Uz ovih dvadeset glavnih glumaca, Stef Dawson vratila se za svoj treći nastup kao Annie Cresta, Robert Knepper kao Antonius, Paula Malcomson za svoje četvrto pojavljivanje kao Katnissina majka, Eugenie Bondurant kao Tigris, Gwendoline Christie kao zapovjednik Lyme, prethodni pobjednik iz okruga 2. Blizanke Misty i Kim Ormiston kao Leeg 1 i Leeg 2, te Joe Chrest kao Mitchell, dok se nećaci Jennifer Lawrence, Theodore i Bear Lawrence, nakratko pojavljuju kao Katniss i Peetina djeca.

## Produkcija
Dana 10. srpnja 2012. Lionsgate je najavio da će filmska adaptacija Šojka rugalica biti podijeljena na dva dijela; The Hunger Games: Mockingjay – Part 1, objavljeno 21. studenog 2014., i The Hunger Games: Mockingjay – Part 2, objavljeno 20. studenog 2015.. 1. studenog 2012. Francis Lawrence, redatelj Igre gladi: Plamen, najavio je da će se vratiti režirati oba posljednja filma u serijalu. Govoreći o smjeru za posljednja dva dijela, objašnjava: "Osjećao sam drugačiju vrstu pritiska", objašnjava. "[Na 'The Hunger Games: Catching Fire'], morao sam se malo dokazati kao novi dečko u igri. Bilo je olakšanje što su ga navijači dobro primili. Iako sam osjetio olakšanje, bilo je samo trenutno; to je nekako postavilo ljestvicu više za sljedeći!"
Dana 6. prosinca 2012. Danny Strong je najavio da će napisati treći i četvrti film. Dana 15. veljače 2013. Lionsgate je odobrio scenarij za 1. dio i dao Strongu dopuštenje da napiše scenarij za drugi dio. U kolovozu je Hemsworth potvrdio da će snimanje filma početi sljedeći mjesec.
Produkcija filma započela je 16. rujna 2013. u Bostonu, Atlanti i Los Angelesu. Studio Babelsberg koproducirao je i nadgledao produkcijske usluge za film. 13. studenog 2013. producentica Nina Jacobson otkrila je da je Peter Craig također angažiran za pisanje adaptacija. Film je imao produkcijski proračun od 160 milijuna dolara s daljnjih 55 milijuna dolara utrošenih na promociju i reklame, te 13,9 milijuna dolara na televizijske reklame.
Sva glavna glumačka postava kao što su Jennifer Lawrence kao Katniss, Josh Hutcherson kao Peeta, Liam Hemsworth kao Gale, Woody Harrelson kao Haymitch, Donald Sutherland kao predsjednik Snow, Elizabeth Banks kao Effie, Willow Shields kao Prim, Paula Malcomson kao Katnissina majka i Stanley Tucci kao Cezar, se vraćaju kako bi ponovili svoje uloge. Julianne Moore također se vratila kako bi ponovila svoju ulogu predsjednice Alme Coin, zajedno s Philipom Seymourom Hoffmanom, koji je preminuo tijekom snimanja u veljači 2014., kao Plutarh. Gotovo je završio svoje scene, a njegove dvije preostale scene su prepisane kako bi nadoknadile njegovu odsutnost. Što se tiče Hoffmanovih scena, Francis Lawrence je komentirao da su mu preostale dvije značajne scene, a ostalo su bila pojavljivanja u drugim scenama. "Nismo imali namjeru pokušavati lažirati izvedbu, pa smo te scene prepisali kako bismo ih dali drugim glumcima... Ostalo, jednostavno ga nismo doveli da se pojavi u tim scenama. Nema digitalne manipulacije ili bilo kakve CG izmišljotine." Jedna od izmijenjenih scena vidjela je lik Plutarha koji šalje Katniss pismo u zatvor, koje je pročitao Haymitch, a ne koji je sam došao razgovarati s njom nakon njezina uhićenja zbog atentata na predsjednicu Coin, objasnio je kako je ne može vidjeti iz političkih razloga nakon njezinih postupaka, koje on ipak podržava.

### Snimanje
Glavno snimanje započelo je 23. rujna 2013. u Atlanti, a završilo 20. lipnja 2014. u Berlinu, Njemačka; dva dijela su snimljena jedan uz drugi. U listopadu 2013. godine snimanje je održano u Rockmartu, Georgia. Nakon što su glumci i ekipa uzeli pauzu kako bi promovirali Igre gladi: Plamen, snimanje je nastavljeno 2. prosinca 2013. 14. prosinca 2013. snimanje je održano u Marriott Marquisu u Atlanti. 18. prosinca počela je pucnjava na Caldwell Tanks u Newnanu, Georgia.
Philip Seymour Hoffman umro je 2. veljače 2014. Završio je snimanje svojih scena za 1. dio i ostao mu je tjedan dana snimanja za drugi dio; Lionsgate je nakon toga objavio izjavu u kojoj je potvrdio da, budući da je većina Hoffmanovih scena dovršena, to neće utjecati na datum izlaska 2. dijela. Prvobitno je najavljeno da će Hoffman biti digitalno rekreiran za glavnu scenu koja uključuje njegov lik koji nije snimljen, ali Francis Lawrence je kasnije izjavio da je prepisao dvije preostale Hoffmanove scene kako bi nadoknadio glumčevu odsutnost, i ne bi bilo "nikakve digitalne manipulacije ili CG izmišljotine bilo koje vrste". U sceni pred kraj filma koja je trebala prikazati Plutarha kako razgovara s Katniss u pritvoru, lik Woodyja Harrelsona umjesto toga čita joj pismo od njega.
Snimanje u Atlanti završeno je sredinom travnja 2014. i produkcija se preselila u Europu. 9. svibnja snimanje je održano u kompleksu Les Espaces d'Abraxas u Noisy le Grand u Parizu. To je isto mjesto gdje je Brazil (1985.) snimljen 30 godina ranije. Krajem svibnja, glumci i ekipa snimali su scene na nekoliko lokacija u Berlinu i Brandenburgu u Njemačkoj. U Rüdersdorfu u Brandenburgu, ekipa je snimala scene za prikaz okruga 8 u staroj tvornici cementa. Hemsworth je ozlijeđen na snimanju i doveden je liječniku u berlinsku četvrt Mitte. Scene za okrugo 2 snimljene su u berlinskoj zračnoj luci Tempelhof. Scene za podzemni prilaz Kapitolu snimljene su u Metropolitan Area Outer Underground Discharge Channel u Japanu. Njemačka kasting agencija tražila je 1000 etnički raznolikih statista (afričkih, azijskih, južnoeuropskih i turskih) i "živih lica" za snimanje scena u filmskom studiju Babelsberg.

### Glazba
Filmska glazba objavljena je 4. prosinca 2015. James Newton Howard vratio se kako bi skladao filmsku glazbu; za razliku od prethodnih filmova u seriji, nema dodatnog pop popratnog albuma s pjesmama inspiriranim filmom. Jennifer Lawrence izvela je "Deep in the Meadow", uspavanku koju je pjevala u prvom filmu.

## Kritike
Igre gladi: Šojka rugalica – 2. dio dobio je općenito pozitivne kritike kritičara, uz pohvale za akcijske sekvence i izvedbe, ali kritike zbog dijeljenja knjige u dvije odvojene adaptacije. Na stranici za prikupljanje recenzija Rotten Tomatoes, film ima ocjenu odobravanja od 70%, na temelju 293 recenzije, s prosječnom ocjenom 6,5/10. Kritički konsenzus glasi: "Uz nepokolebljivo mračnu Šojku rugalicu 2. dio, Igre gladi dolaze do uzbudljivog, potresnog i općenito zadovoljavajućeg zaključka." Na Metacritic film ima prosječnu ocjenu 65 od 100, na temelju 45 kritičara, što ukazuje na "općenito povoljne kritike". Publika koju je anketirao CinemaScore dala je filmu prosječnu ocjenu "A–" na ljestvici od A+ do F.
Lawrence, Hutcherson i Sutherland dobili su pohvale za svoje nastupe. Izvedbe sporedne glumačke ekipe, posebice Harrelsona, Claflina i Malonea, također su bile vrlo hvaljene, no kritičari su smatrali da su njihovi nastupi prekratki. Nekoliko kritičara također je komentiralo mračni ton filma, čak iu usporedbi s njegovim prethodnicima. Manohla Dargis iz New York Timesa pohvalila je Lawrenceov lik rekavši: "Katniss je prava heroina za ova neofeministička vremena." Stephen Whitty iz New York Daily Newsa rekao je: "'Zapamtite tu rečenicu iz prvih 'Igara gladi' film: "Neka izgledi uvijek budu u tvoju korist"? Da, dobro, ta sreća je ponestala'."
Leah Greenblatt iz Entertainment Weekly je primijetila: "Sa svojom političkom borbom za moć i nevjerojatnim brojem tijela, a sve prikazano u tisuću nijansi zimske sivo-sive boje, film se manje doima kao zabava za tinejdžere nego neka vrsta Igre prijestolja gladi." Robbie Collin. dodijelio je filmu četiri od pet zvjezdica i nazvao film "užasno napetim". U svojoj recenziji za The Telegraph, pohvalio je film jer je "intenzivan" i pohvalio izvedbe Lawrencea i Hoffmana.
Benjamin Lee, koji je pisao za The Guardian, smatra da je "odluka da se posljednje poglavlje distopijske sage podijeli na dva poglavlja velika nad frustrirajućom mješavinom uzbudljive akcije i iznenađujuće mračne drame." Pohvalio je glumu Jennifer Lawrence i režiju Francisa Lawrencea i komentirao: "Odluka da se knjiga od 390 stranica pretvori u ekran od preko četiri sata (i bonus isplate) rezultirala je neujednačenim krajem franšize koja je počela tako obećavajuće ." Tom Huddleston iz Time Outa dao je filmu četiri od pet zvjezdica. Pohvalio je završetak filma kao "stvarno moćan" i komentirao da bi "ovo mogao biti najneugodniji blockbuster u sjećanju, film koji počinje nemilosrdno i odatle ide nizbrdo, osim prolaznog tračka nade u posljednjim trenucima "To je hrabra izjava o neoprostivoj prirodi rata, nesramno politički u svojim motivima i tiho razornom u svom emocionalnom učinku."